# Supplexa
Supplexa is een historisch merk van motorfietsen.
Ets. Supplexa, later Ets. Motos Supplexa, Courbevoie, Seine (1922-1932).
Frans merk dat onder andere een 996 cc V-twin met zeer lang frame en schijfwielen bouwde. Daarna kwamen er ook modellen met 346- en 490 cc JAP-motoren.